# Ruckes 134 (Mönchengladbach)

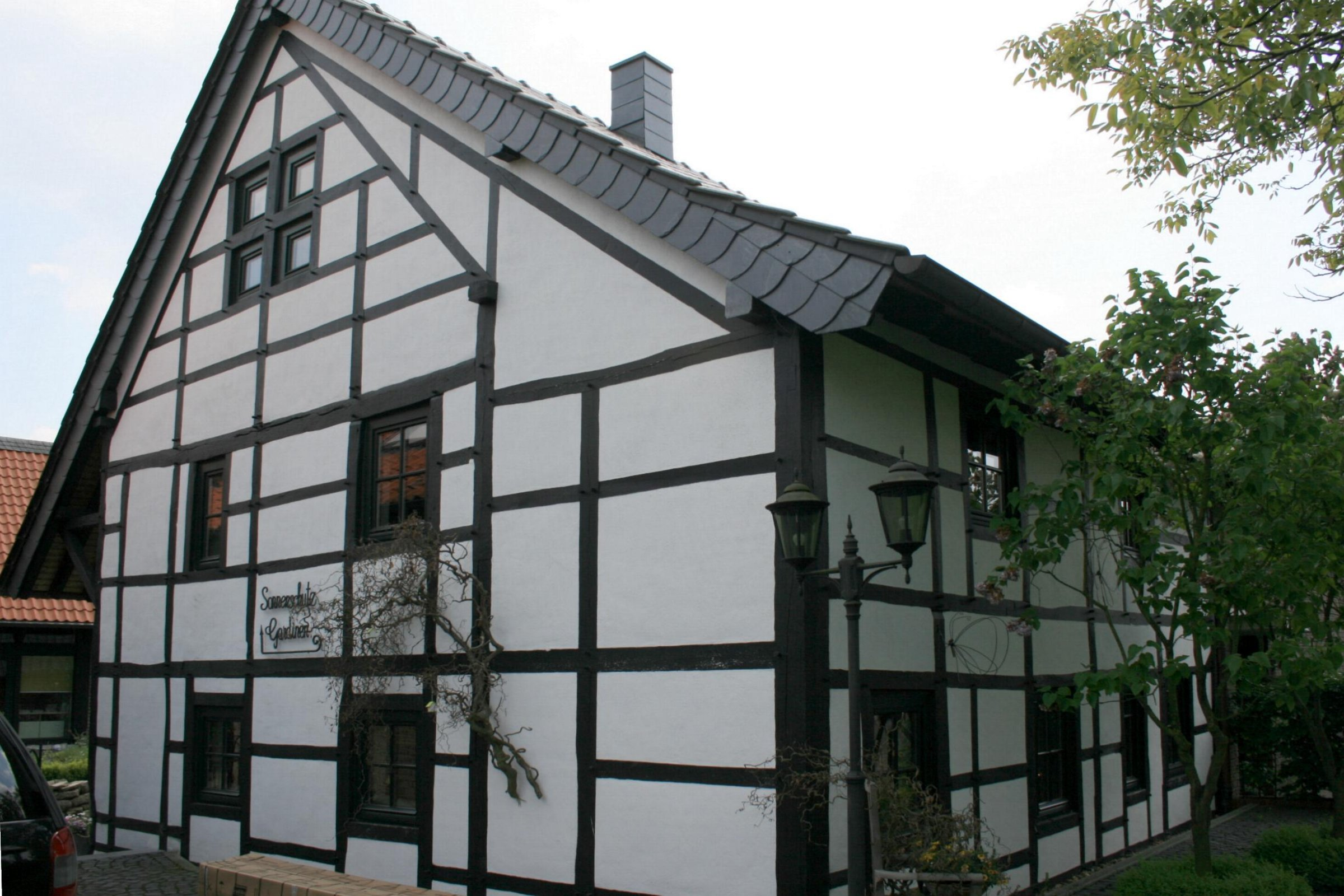
Fachwerkhofanlage (2010)

Die Fachwerkhofanlage Ruckes 134 steht im Stadtteil Giesenkirchen in Mönchengladbach (Nordrhein-Westfalen).
Das Gebäude wurde im frühen 18. Jahrhundert erbaut. Es wurde unter Nr. R 044 am 15. März 1990 in die Denkmalliste der Stadt Mönchengladbach eingetragen.

## Architektur
Nördlich des Ortskerns Giesenkirchen entstand im 18. Jahrhundert die Fachwerk-Hofanlage Ruckes 134. Bei dem Objekt handelt es sich um einen Fachwerkhof, der aus Wohnhaus und einer Doppelquertennenscheune besteht. Beide Gebäude wurden im Rahmen der Realteilung mittig getrennt.